# Marek Krauss
Marek Krauss (ur. 26 marca 1955 w Warszawie) – polski malarz prymitywista, zwany Nikiforem warszawskim.
Syn Reginy z domu Karaś, tancerki zespołu Skolimów i Krzysztofa Kraussa, dziennikarza „Życia Gospodarczego”. Urodził się z porażeniem mózgowym. Kilka lat (1962–1968) spędził w zakładzie psychiatrycznym w Garwolinie. Następnie ukończył w Warszawie podstawową szkołę specjalną (1974) i zawodową szkołę specjalną introligatorską (1977). Jako introligator przepracował dziesięć lat w zakładzie pracy chronionej „Wspólna Sprawa”.
W malarstwie stworzył własny, łatwo rozpoznawalny styl o charakterystycznej kresce i śmiałych zestawieniach barwnych. Namalował blisko trzy tysiące obrazów zaprezentowanych na ponad 80 wystawach, w tym również za granicą. Jego prace znajdują się w kolekcjach prywatnych u ponad 350 kolekcjonerów na całym świecie, także w zbiorach Muzeum Sztuki Ludowej Mariana Pokropka w Otrębusach. Współpracuje z Miejskim Ośrodkiem Kultury w Legionowie, Towarzystwem Przyjaciół Ziemi Przasnyskiej, Kinem „Kultura” w Wołominie. Uczestniczy w licznych akcjach charytatywnych. Uhonorowano go odznaką Towarzystwa Przyjaciół Dzieci.

## Powiązania
- Marek Krauss jest pierwszym polskim artystą, którego obraz Portret właściciela drukarni został wydrukowany na kurierskim znaczku pocztowym w Islandii.
- Podczas otwarcia wystawy w BWA w Krynicy-Zdroju Krauss otrzymał z rąk przewodniczącego Rady Miejskiej w Wołominie Krzysztofa Wytrykusa dyplom za promowanie tego miasta.
- Poseł Zenon Durka ułożył melodię do wiersza Anny Czachorowskiej pt. Nikifor Warszawski i jako pierwszy wykonał piosenkę o Kraussie.
- W 1998 roku obraz pt. Podwórko – wielkie pranie został sprzedany w domu aukcyjnym Rempex.
- W 1997 roku firma McDonald’s zakupiła kilkanaście obrazów Marka Kraussa.
- Teatr Rampa na Targówku w Warszawie wydał jednorazowo plakaty pt. Złota kaczka oraz Sztukmistrz z Lublina.
- wydawnictwo „TBS – DRUK” wydało i sponsorowało kalendarz 13-kartkowy na 2003 rok z obrazami Kraussa, powstałymi w latach 1997–1998
- W 2007 r. zespół Sexbomba wydał album muzyczny zilustrowany obrazem Kraussa pt. Sexbomba w ZOO.
- W 2009 roku Aleksandra Ford-Sampolska napisała scenariusz oraz nagrała sztukę dla Marka Kraussa według biografii matki artysty, sponsorami płyty DVD oraz CD są Dom Kultury w Legionowie oraz Muzeum Historyczne w Przasnyszu.
- W 2009 roku Marek Krauss napisał kilka artykułów dla portalu wiadomości24.pl, np. artykuł pt. Marek Krauss – historia warszawskiego Nikifora.
- Od roku szkolnego 2010/2011 Marek Krauss pracuje jako wolontariusz w Zespole Szkół Specjalnych w Legionowie, ucząc młodzież sztuki Art Brut.
- 18 września 2010 roku Krauss zorganizował na terenie ośrodka TPD „Helenów” w Warszawie-Międzylesiu Ogólnopolski Plener Malarski „Nikiforia”.
- W 2016 roku Marek Krauss został laureatem orderu „Przyjaciel Niepełnosprawnych Miasta Legionowo i Powiatu Legionowskiego”, przyznanego przez kapitułę w ramach V. Dni Osób Niepełnosprawnych 2016[1].
- 3 stycznia 2022 roku Kapituła Medalu Stanisława Ostoja-Kotkowskiego przyznała Markowi Kraussowi medal za 2021 rok w kategorii Twórca Uznany[2].
- W 2022 roku obraz Marka Kraussa pt. Blokowisko znalazł się podręczniku szkolnym języka polskiego dla liceum i technikum pt. Oblicza epok 4.

## Ważniejsze wystawy
- 1970 – Warszawa, Kino Klub (Dzień Milicjanta)
- 1997 – Warszawa, Dom Kultury Zacisze
- 1998 – Mińsk Mazowiecki, Dom Kultury
- 1999 – Krynica-Zdrój, Biuro Wystaw Artystycznych
- 2000 – Wołomin, Galeria Korozja i Kolor
- 2001 – Warszawa-Targówek, Teatr Rampa
- 2001 – Liw, Zamek
- 2002 – Warszawa, Salon Wittchem
- 2003 – Paryż, Galeria Tristan
- 2004 – Garwolin, Miejski Ośrodek Kultury
- 2004 – Otrębusy, Muzeum Sztuki Ludowej
- 2005 – Brwinów, Dworek Zagroda
- 2005 – Otwock, Muzeum Ziemi Otwockiej
- 2006 – Przasnysz, Muzeum Historyczne
- 2007 – Gdańsk, Galeria Promyk
- 2008 – Bardo Śląskie, Ośrodek Kultury
- 2008 – Wołomin, Kino Kultura
- 2009 – Legionowo, Miejski Ośrodek Kultury
- 2009 – Przasnysz, Muzeum Historyczne
- 2014 – Warszawa, "Ukraiński Świat" - Muzeum Majdanu (z N. Pietrzak-Krauss)
- 2015 – Kraków, Muzeum Sztuki Współczesnej MOCAK (zbiorowa)
- 2018 – Łajski, Wieliszewski Dom Kultury (z N. Pietrzak-Krauss)
- 2019 – Jastrzębie-Zdrój, Galeria "Ciasna" (z N. Pietrzak-Krauss)
- 2019 – Przasnysz, Miejski Dom Kultury (z N. Pietrzak-Krauss)
- 2019 – Jastrzębie-Zdrój, Galeria Acartus (z N. Pietrzak-Krauss)

## Warszawski Nikifor i Don Kichotka
Natalia Pietrzak-Krauss urodziła się 5 marca 1973 roku w Nowym Dworze Mazowieckim. W związku z porażeniem czterokończynowym, na które cierpi od dzieciństwa, znalazła się w domu opieki społecznej „Kombatant” w Legionowie. Poznała tam Marka Kraussa, który jako pierwszy zauważył jej nietypowy talent w zakresie pisania wierszy i zaproponował jej współpracę oraz pomoc w prowadzeniu działalności artystycznej. Natalia przyjęła pseudonim artystyczny „Don Kichotka” oraz stworzyła własne motto „moje ciało jest bezradne, a pióro jest moją szablą”. W kwietniu 2011 r. Don Kichotka ogłosiła ogólnopolski konkurs literacki pt. „Niepełnosprawny w oczach świata”, którego finał miał miejsce w klubie studenckim „Karuzela” w Warszawie. 25 listopada 2011 r. w Miejskim Ośrodku Kultury w Legionowie odbył się debiutancki wieczór poezji Natalii Pietrzak-Krauss. W grudniu tegoż roku w ośrodku kultury w Łajskach koło Legionowa odbyła się pierwsza wystawa obrazów Marka Kraussa, na których zostały umieszczone wiersze własnoręcznie pisane przez Don Kichotkę. W 2012 roku wydana została płyta audiobook pt. „Fantazyjny świat Don Kichotki”. Natalia Pietrzak-Krauss napisała cykl wierszy o Chopinie do obrazów Marka Kraussa, a 13 maja 2012 roku zaprezentowała swoje wiersze grupie miłośników sztuki na terenie Teodorówki koło Grójca. W 2013 roku odbyła się pierwsza wystawa Warszawskiego Nikifora i Don Kichotki w Nowym Dworze Mazowieckim, miejscu urodzenia Natalii, a w Gminnym Centrum Kultury w Łajskach zaprezentowano wystawę Kraussów z wierszami, które zostały napisane na podstawie książki „Wrony w Ameryce” autorstwa Marcina Wrony. W tymże roku wydany pierwszy tomik wierszy Natalii Krauss pt. „Chopin i poezja”. W Teatrze „Rampa” na Targówku w Warszawie została utworzona stała Galeria Obrazów Warszawskiego Nikifora z wierszami Don Kichotki pod opieką Adama Bojary. W 2013 r. Muzeum Sztuki Współczesnej „MOCAK” w Krakowie stało się właścicielem kilkunastu obrazów Kraussa z wierszami Natalii Pietrzak-Krauss z cyklu „Zamach 11 września”, „Ofiara systemu DPS” oraz „Promocja Gminy Czosnów”. 4 lipca 2013 z okazji Dnia Niepodległości w USA Konsulat Generalny Stanów Zjednoczonych Ameryki w Krakowie otrzymał portret Abrahama Lincolna autorstwa Marka Kraussa od dyrekcji krakowskiego Muzeum Sztuki Współczesnej „MOCAK”. Cykl obrazków namalowanych przez dzieci z ośrodka TPD „Helenów” na temat zamachu z 11 września 2001 r., uzupełnionych wierszami Natalii Krauss, został wysłany przez Muzeum Sztuki Współczesnej do Nowego Jorku.